# DAVINCI
DAVINCI (Deep Atmosphere Venus Investigation of Noble gases, Chemistry, and Imaging) – planowana sonda kosmiczna amerykańskiej agencji NASA, która ma zostać wysłana w kierunku planety Wenus pod koniec lat 20. XXI wieku. Będzie to próbnik atmosferyczny.

## Cel misji
Sonda DAVINCI ma zbadać skład atmosfery Wenus, aby lepiej zrozumieć jej pochodzenie i ewolucję, a także stwierdzić, czy na planecie w przeszłości mógł znajdować się ocean. Opadając przez atmosferę planety, sonda zmierzy zawartość śladowych składników atmosfery. Dzięki kamerom sondy mają także zostać uzyskane pierwsze szczegółowe obrazy obszarów zwanych tesserami, które mogą być wenusjańskim analogiem ziemskich kontynentów; to sugeruje zachodzenie na Wenus zjawisk podobnych do ziemskiej tektoniki płyt.

## Instrumenty

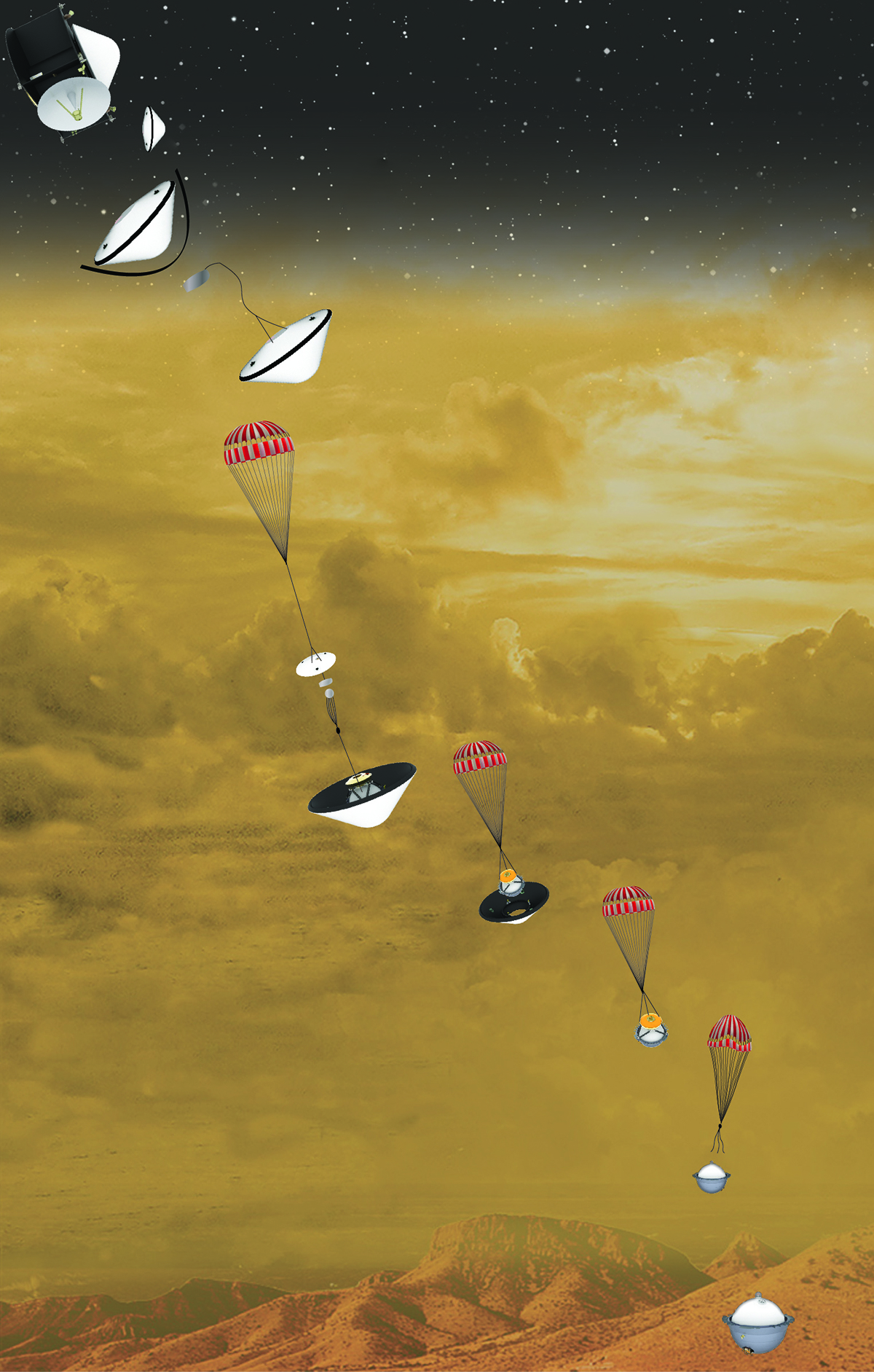
Schemat przebiegu misji

Lista instrumentów badawczych sondy obejmuje:
- VMS (Venus Mass Spectrometer) i VTLS (Venus Tunable Laser Spectrometer) – spektrometry, które mają zbadać skład atmosfery Wenus;
- VASI (Venus Atmospheric Structure Investigation) – miernik ciśnienia atmosferycznego, temperatury i prędkości wiatru, który ma wykonać pomiary z co najmniej dziesięciokrotnie większą rozdzielczością, niż którakolwiek dotychczasowa misja na Wenus, od wysokości 70 km nad powierzchnią;
- VenDI (Venus Descent Imager) – kamera podczerwona, która w trakcie opadania sondy przez atmosferę ma zarejestrować obrazy wyżyny Alpha Regio, dla określenia jej topografii i składu;
- VISOR (Venus Imaging System from Orbit for Reconnaissance) – zestaw czterech kamer do obserwacji powierzchni z orbity wokół Wenus; ich obserwacje mają posłużyć do stworzenia mapy wyżyny Ishtar Terra, której ukształtowanie może być ostatnim przejawem wygasłych procesów tektonicznych.

Dodatkowo na pokładzie znajdzie się spektrometr CUVIS (Compact Ultraviolet to Visible Imaging Spectrometer), który ma zbadać naturę nieznanego absorbentu ultrafioletu, obecnego w atmosferze Wenus.

## Historia
W 2019 roku NASA ogłosiła konkurs na projekt kolejnej misji programu Discovery. Z czterech projektów wybranych w lutym 2020 ostatecznie wygrały dwie komplementarne misje do Wenus – DAVINCI i VERITAS. Zwyciężyły one z projektami misji Io Volcano Observer do Io i TRIDENT do Trytona, i w czerwcu 2021 roku zostały wybrane do realizacji.
Sonda ma zostać wysłana w latach 2028–2030.